# Їжачок у тумані
«Їжачок у тумані» (рос. Ёжик в тумане) — радянський мультиплікаційний фільм Юрія Норштейна. Випущений студією «Союзмультфільм» 1975 року.
1976 року мультфільм отримав перші призи на Всесоюзному фестивалі мультиплікаційних фільмів у Фрунзе та на Фестивалі фільмів для дітей та юнацтва в Тегерані. 2003 року «Їжачок у тумані» був визнаний найкращим мультфільмом всіх часів за результатами опитування 140 кінокритиків і мультиплікаторів різних країн.

## Сюжет
Вечорами Їжачок ходив до Ведмедика в гості рахувати зірки. Вони всідалися на колоді та, сьорбаючи чай, дивились на зоряне небо. Воно висіло над дахом, прямо за комином. Праворуч від комина були зірки Ведмедика, а ліворуч — Їжачка.
Якось одного вечора Їжачок вирушив у гості до Ведмедика. Відійшовши від свого будиночку Їжачок потрапляє в містичний туман де і починаються його езотеричні пригоди.

## Ролі озвучували
- Олексій Баталов — Оповідач
- Марія Виноградова — Їжачок
- В'ячеслав Невинний — Ведмедик

## Над фільмом працювали
- Сценарист: Сергій Козлов
- Режисер і аніматор: Юрій Норштейн
- Композитор: Михайло Меєрович
- Оператор: Михайло Друян
- Звукооператор: Борис Фільчиков
- Асистенти: Геннадій Сокольській, Алла Горєва, Олена Гололобова
- Монтажор: Надія Трещева
- Редактор: Наталія Абрамова

## Вплив на культуру

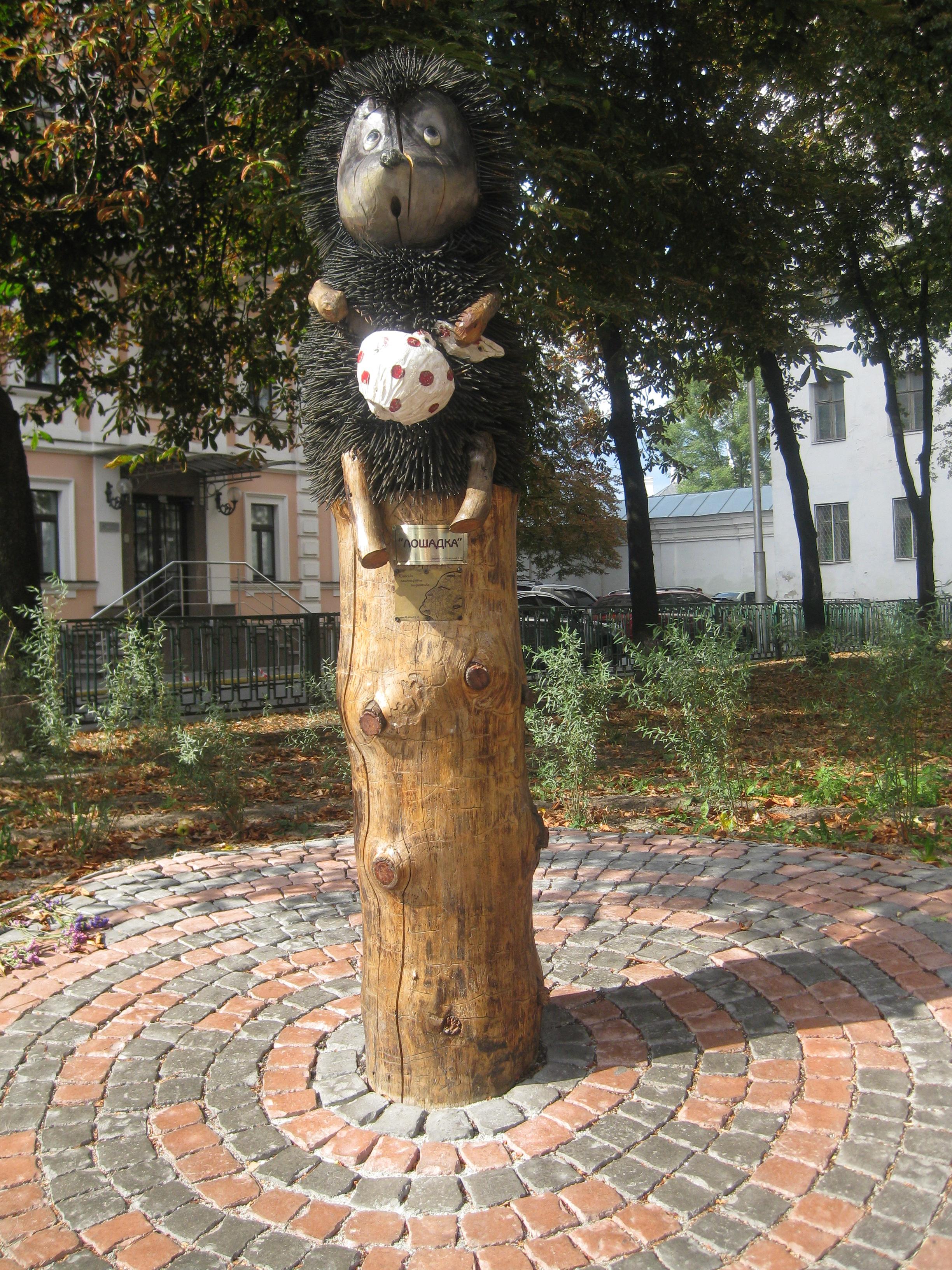
Пам'ятник в Києві

- Алюзії на цей мультиплікаційний фільм зустрічаються у кліпі Мішеля Гондрі для Б'єрк «Human Behavior».[4]
- В Києві встановлено пам'ятник Їжачку.[5]